# وریر
وریر (به فرانسوی: Varaire) یک کامین در فرانسه است که در Canton of Limogne-en-Quercy واقع شده‌است.

## خصوصیات
وریر ۲۵٫۵۲ کیلومترمربع مساحت و ۲۹۶ نفر جمعیت دارد.